# Laura Badea
Laura Badea (n. 28 martie 1970, București, România) este o scrimeră română specializată pe floretă, campioană olimpică la Atlanta 1996, campioană mondială la Haga în 1995 și de trei ori campioană europeană în 1996, 1997 și 2004 (Limoges, Gdansk și Copenhaga - individual. Cu echipa României a fost medaliata olimpică cu bronz în 1992 (Barcelona) și cu argint în 1996 (Atlanta), campioană mondială în 1994 (Atena) și campioană europeană în 2004 (Copenhaga).

## Viață personală
Laura Badea s-a născut la București în anul 1970 ca cea mai mică din cei patru copii. A practicat mai întâi atletismul și handbalul la școală, apoi la vârsta de 13 ani a început scrima la Clubul Sportiv Școlar nr. 1 din București. Pe atunci citea Cei trei mușchetari de Alexandre Dumas și visa să fie printre eroii cărții. I-a plăcut și aspectul tactic: „Trebuia să gândesc, să găsesc procedeul prin care să-l înving. Era ca un joc de șah.” La CSȘ1 a fost pregătită de Rodica Popescu și Maria Vicol. În anul 1988 s-a transferat la CSA Steaua, unde idolul ei, Reka Szabo, era legitimată și unde ea însăși a rămas pentru restul carierei sale. La Steaua și la lotul național a fost pregătită de Tudor Petruș si George Oancea.
În anul 1995 a absolvit Academia Națională de Educație Fizică și Sport. A obținut în 2003 o diplomă de studii postuniversitare de specializare în „Comunicare și managementul resurselor umane” de la Universitatea din București - Facultatea de Jurnalism și Științele Comunicării, apoi în 2007 un masterat în „Management și marketing în sport” de la Universitatea „Alexandru Ioan Cuza” din Iași - Facultatea de Educație Fizică și Sport. Deține un doctorat în sport, 2009, despre acest subiect: „Contribuții la clarificarea raportului dintre inteligența motrică și capacitatea de efort în scrima de performanță”.
În anul 1999 s-a căsătorit cu sabrerul Adrian Cârlescu. Au o fiică, Maria, născută în 2001.

## Carieră
Laura Badea a luat primul titlu național la juniori în 1987. Prima Cupa a României - la seniori - o cucerește în 1987, la doar 17 ani! 
De-a lungul carierei a cucerit 4 medalii (3 de aur și una de bronz) la Campionatele Balcanice de Juniori: 1987 (aur la echipe și bronz la individual) și 1989 (aur la individual și la echipe ), 22 de titluri naționale  (7 individual - 1989, 1993, 1994, 1996, 2001, 2003, 2004 și 15 cu echipa - 1987, 1989, 1990, 1991, 1992, 1993, 1994, 1996, 1997, 1998, 1999, 2000, 2001, 2002, 2003) și 18 Cupe ale României  (9 individual - 1987, 1992, 1994, 1995, 1996, 1997, 1998, 2000, 2002 și 9 la echipe - 1991, 1992, 1993, 1994, 1995, 1996, 1997, 1998, 1999).
Pe plan internațional a participat la patru ediții ale Jocurilor Olimpice de vară (1992 - Barcelona - locul 3 la echipe; 1996 - Atlanta - locurile 1 la individual și 2 la echipe; 2000 - Sydney - locul 4 la individual; 2004 - Atena - locul 5 la individual) la care a câștigat 3 medalii (aur, argint și bronz). A participat pentru prima dată la Jocurile Olimpice de la Barcelona 1992. În ciuda faptului că era calificată printre primele trei, antrenorul nu a ales-o pe ea pentru a participa la proba individuală. La proba pe echipe a câștigat medalia de bronz alături de Reka Szabo, Claudia Grigorescu-Vanta, Elisabeta Tufan-Guzganu și Roxana Dumitrescu-Nicolae, o medalie pe care o descrie ca fiind „cea mai dragă, pentru că visul [ei] a fost să ajung la Jocuri”.
A participat la 13 ediții ale Campionatelor Mondiale din care 11 la Seniori (1990 - Lyon - locurile 11 la individual și 9 la echipe; 1991 - Budapesta - locurile 20 la individual și 4 la echipe; 1993  - Essen - a cucerit cu echipa medalia de argint și s-a clasat pe locul 9 la individual; 1994 - Atena - a urcat pe prima treaptă a podiumului cu echipa și s-a clasat pe locul 6 la individual; 1995 - Haga - a cucerit titlul mondial la individual și locul 2 cu echipa; 1997 - Cape Town - locurile 2 la echipe și 5 la individual; 1998 - La Chaux-de-Fonds - locurile 2 la echipe și 18 individual; 1999 - Seul - locurile 9 la individual și 11 la echipe; 2002 - locurile 3 la echipe și 16 la individual; 2003 - locurile 3 la echipe și 19 la individual; 2004 - locul 2 la echipe), și la doua ediții la tineret (1989 - Atena - eliminare în turul doi al preliminariilor la individual și 1990 - Moedling - locul 6 la individual), unde a obținut 9 medalii (2 aur, 5 argint, 2 bronz). 
La Campionatele Mondiale Militare (CISM) din 1994  este medaliată cu aur la individual și cu argint la echipe, iar în 1995, la Jocurile Mondiale Militare (CISM) de la Roma, Italia - obține medalia de argint la echipe și locul 6 la individual. 
A participat la 12 ediții ale Campionatelor Europene, începând cu anul 1992 (locul 9 la individual; 1993 - locul 3 la individual; 1994 - locul 2 la individual; 1995 - locul 14 la individual; 1996 - locul 1 la individual; 1997 - locul 1 la individual; 1998 - locurile 4 la echipe și 14 la individual; 1999 - locurile 2 la echipe și 3 la individual; 2000 - locurile 2 la echipe și 9 la individual; 2002 locul 2 la individual și 4 la echipe; 2003 locurile 5 la echipe și 17 la individual; 2004 - locurile 1 la individual și la echipe) unde a cucerit 10 medalii (4 aur, 4 argint și 2 bronz). 
În anul 1996 Badea a devenit campioană europeană, învingând-o în finală pe unguroaica Gabriella Lantos. În același an la Jocurile Olimpice de la Atlanta a ajuns în finală, unde a trecut de italianca Valentina Vezzali, cucerind primul și singurul titlu olimpic românesc la scrimă feminină.
A participat la 15 ediții ale Cupei Campionilor Europeni (1988 - locul 3; 1989 - locul 4; 1990 - locul 3; 1991 - locul 3; 1992 - locul 3; 1993 - locul 2; 1994 - locul 4; 1995 - locul 5;1997, Torino - locul 1; 1998 - locul 5; 1999 - locul 4; 2000 - locul 2; 2001 - locul 1; 2003 - locul 3; 2004 - locul 2) la care a cucerit 10 medalii (2 aur, 3 argint, 5 bronz). 
A participat la 3 ediții ale Universiadelor de vară: 1991 - Sheffield - locurile 6 la echipe și 24 la individual; 1995 - Fukuoka; 1997 - Sicilia -  unde obține o medalie de bronz cu echipa României.
La vârsta de 34 de ani devine dublă campioană europeană la Copenhaga (individual și pe echipe) - Danemarca și, după 23 de ani de scrimă, a decis să pună punct carierei.. 
Medaliată cu aur (1999) și argint (2002) la echipe și cu bronz la individual (1997 și 2001) în clasamentul final al Cupei Mondiale. 
A fost ambasador național pentru sport, toleranță și spirit sportiv pe lângă Consiliul Europei din 2004 până la 2011, președintele Comisiei Sportivilor și membru în Comitetul Executiv al Comitetul Olimpic și Sportiv Român din 2001 până în 2005, director la Departamentul de educație olimpică, sport școlar și universitar în Comitetul Olimpic și Sportiv Român (COSR) din 2005 până la 2012, membru în Consiliul Științei Sportului din România din 2006 până în 2009, membru al Comisiei de Regulament din cadrul Federației Internaționale de Scrimă (FIE). A fost vicepreședinte al Federației Române de Scrimă din 2005 pană în 2011. În anul 2013 a fost inclusă în Hall of Fame-ul scrimei de către FIE.
Din 2011 până în 2017 a fost Directorul Academiei Olimpice Române, iar din 2014 până în 2017 consilierul președintelui COSR. A fost președintele Federației Române de Scrimă din  martie 2017 până în ianuarie 2018.
În prezent este membru în Consiliul director al Agenției Naționale Anti-Doping, membru în Comisia de cultură olimpică și patrimoniu a Comitetelor Olimpice Europene (EOC) și membru in Comitetul Executiv al COSR. Are gradul de colonel în rezervă al Armatei României.

## Distincții
- Trofeul național pentru sport cu echipa de floretă (1994)[9]
- Cea mai bună sportivă a României (1995)[9]
- Asociația Presei Sportive - Cea mai bună sportivă din România (1996)
- Ordinul Național „Pentru merit" în grad de comandor (2000)[9]
- Emblema de Onoare a Armatei României (2007)[9]
- Ordinul Național „Serviciul Credincios” în grad de cavaler (2012)[9]
- Ordinul „Meritul Sportiv" clasa I (2004)[9]
- Maestră a sportului (1992)[10]
- Maestră emerită a sportului (1994)
- Cetățean de onoare al Județului Argeș (2011)